# The Honor of the Family
The Honor of the Family é um curto filme mudo norte-americano de 1912, do gênero drama, com Lon Chaney no que alguns historiadores de cinema acreditam que é seu primeiro papel na tela. Em seu livro The Films of Lon Chaney (2001), o autor Michael F. Blake afirma que Chaney não apareceu no filme. The Honor of the Family é agora considerado um filme perdido.